# Liste der Biografien/Dorr
Liste der Biografien |
Portal Biografien |
Personensuche
# |
A |
B |
C |
D |
E |
F |
G |
H |
I |
J |
K |
L |
M |
N |
O |
P |
Q |
R |
S |
T |
U |
V |
W |
X |
Y |
Z |
?
 
Da |
Db |
Dc |
Dd |
De |
Dg |
Dh |
Di |
Dj |
Dk |
Dl |
Dm |
Dn |
Do |
Dq |
Dr |
Ds |
Du |
Dv |
Dw |
Dy |
Dz
 
Doa |
Dob |
Doc |
Dod |
Doe |
Dof |
Dog |
Doh |
Doi |
Doj |
Dok |
Dol |
Dom |
Don |
Doo |
Dop |
Doq |
Dor |
Dos |
Dot |
Dou |
Dov |
Dow |
Dox |
Doy |
Doz
 
Dora |
Dorb |
Dorc |
Dord |
Dore |
Dorf |
Dorg |
Dorh |
Dori |
Dorj |
Dork |
Dorl |
Dorm |
Dorn |
Doro |
Dorp |
Dorr |
Dors |
Dort |
Doru |
Dorv |
Dorw |
Dory |
Dorz
Die Liste der Biografien führt alle Personen auf, die in der deutschsprachigen Wikipedia einen Artikel haben. Dieses ist eine Teilliste mit 138 Einträgen von Personen, deren Namen mit den Buchstaben „Dorr“ beginnt.

## Dorr
- Dörr, Alois (1911–1990), „Kommandoführer“ des Frauenlagers Helmbrechts des KZ Flossenbürg
- Dörr, Anika (* 1994), deutsche Badmintonspielerin
- Dörr, Anna Lena (* 1981), deutsche Moderatorin, Autorin und Reporterin beim SWR
- Dörr, Ben (* 2005), deutscher AutomobilrennfahrerBen Dörr (* 2005)

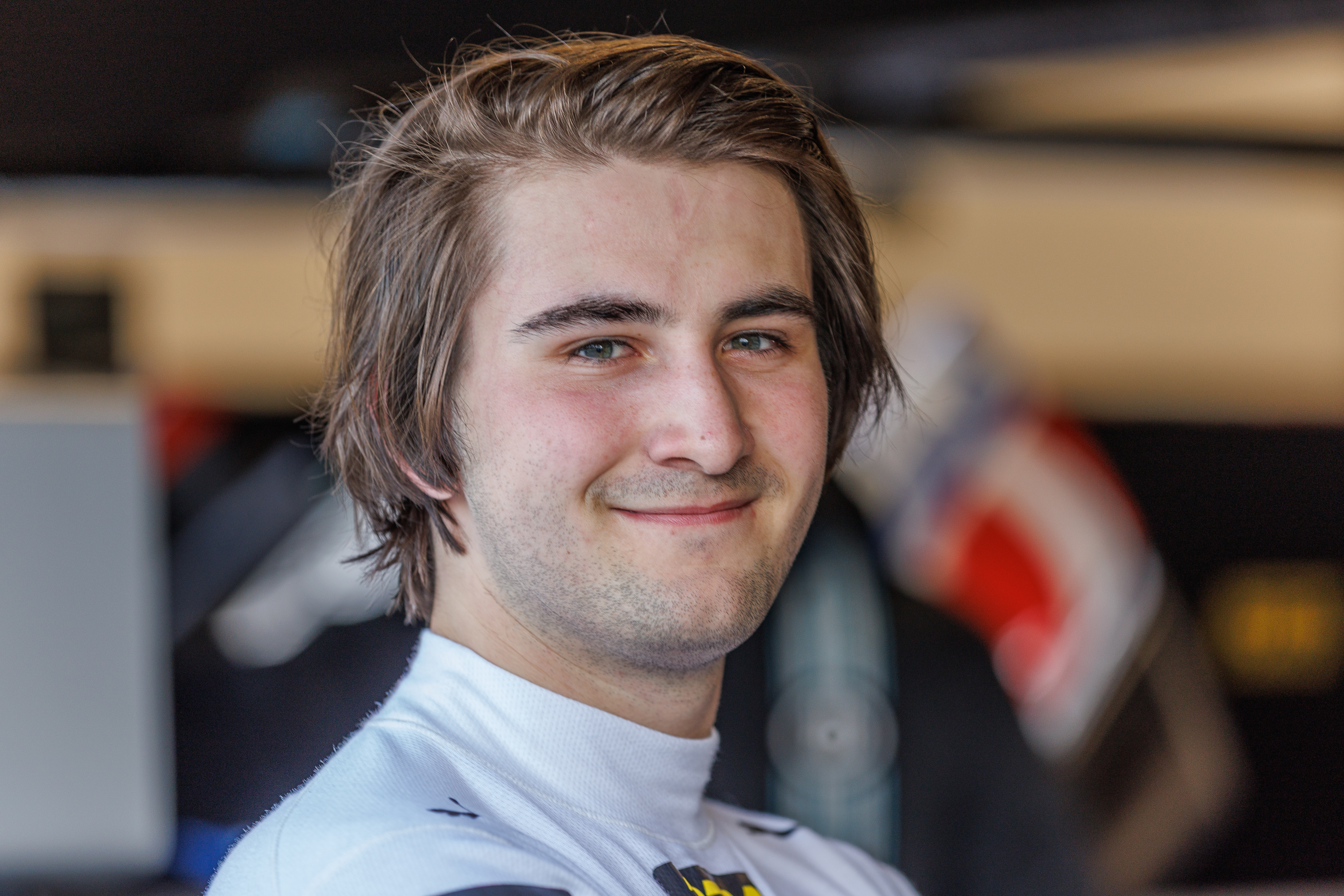
Ben Dörr (* 2005)

- Dörr, Burckhard (* 1947), deutscher Politiker (LDPD, FDP), Textilingenieur, Volkskammerabgeordneter
- Dörr, Carl (1777–1842), deutscher Zeichner, Grafiker, Maler und Musiker der Romantik
- Dorr, Charles (1852–1914), US-amerikanischer Politiker
- Dörr, Christian (* 1967), deutscher Schriftsteller
- Dörr, Christian (* 1980), deutscher Informatiker und Sicherheitsforscher
- Dörr, Christoph (1901–1972), deutscher Politiker (FDP), MdL
- Dörr, Christoph Adam (1709–1788), Knopfmacher und Bürgermeister von Tübingen
- Dörr, Christoph Friedrich (1782–1841), württembergischer Maler und Universitätszeichenlehrer
- Dörr, Claus (* 1947), deutscher Jurist und ehemaliger Richter am Bundesgerichtshof
- Dörr, Cornelia (* 1958), deutsche Schwimmerin
- Dörr, Cornelia (* 1977), deutsche Schauspielerin
- Dörr, Daniel (* 1983), deutscher Basketballtrainer und -spieler
- Dörr, Dieter (* 1952), deutscher Jurist
- Dörr, Dieter (* 1957), deutscher Wasserspringer
- Dörr, Eckhard (* 1946), deutscher bildender Künstler
- Dörr, Elisabeth (1931–2018), deutsche Heimatforscherin und Autorin
- Dörr, Else (1896–1993), deutsche Keramikerin, Grafikerin und Ordensschwester
- Dörr, Evelyn (* 1964), deutsche Autorin und Regisseurin
- Dörr, Falk (1941–2021), deutscher Fußballspieler
- Dörr, Friedrich (1831–1907), deutscher Pädagoge und Herausgeber
- Dörr, Friedrich (1908–1993), deutscher Theologe und Kirchenlieddichter
- Dörr, Friedrich (1921–2018), deutscher Physikochemiker
- Dörr, Gustav (1887–1928), deutscher Jagdflieger im Ersten Weltkrieg
- Dörr, Hannah (* 1990), deutsche Regisseurin, Produzentin und Videokünstlerin für Theater
- Dörr, Hans (1906–1992), deutscher Gynäkologe
- Dorr, Hans (1912–1945), deutscher SS-Führer im Zweiten Weltkrieg
- Dörr, Harald (1949–2016), deutscher Politiker (Bündnis 90/Die Grünen), MdL
- Dörr, Heinrich Peter (1770–1825), Schultheiß und nassauischer Politiker
- Dörr, Helene (1896–1988), österreichische Bildende Künstlerin
- Dörr, Herbert (1924–2002), deutscher Architekt
- Dörr, Hugolinus (1895–1940), Geistlicher
- Dörr, Ignaz (1829–1886), deutscher Orgelbauer
- Dörr, Ilona (* 1948), deutsche Politikerin (CDU), MdL
- Dörr, Jacob (1803–1871), hessischer Offizier und Abgeordneter
- Dörr, Jakob (1799–1868), badischer Kaufmann und Politiker
- Dörr, Jakob (1884–1971), deutscher Politiker (CDU)
- Dörr, Jakob Friedrich (1750–1788), württembergischer Porträtmaler
- Dörr, Johann Jakob (1777–1846), badischer Gastwirt und Politiker
- Dörr, Johannes (1912–1999), deutscher Informatiker und Hochschullehrer
- Dörr, Josef (* 1938), deutscher Politiker (AfD, parteilos)Josef Dörr (* 1938)

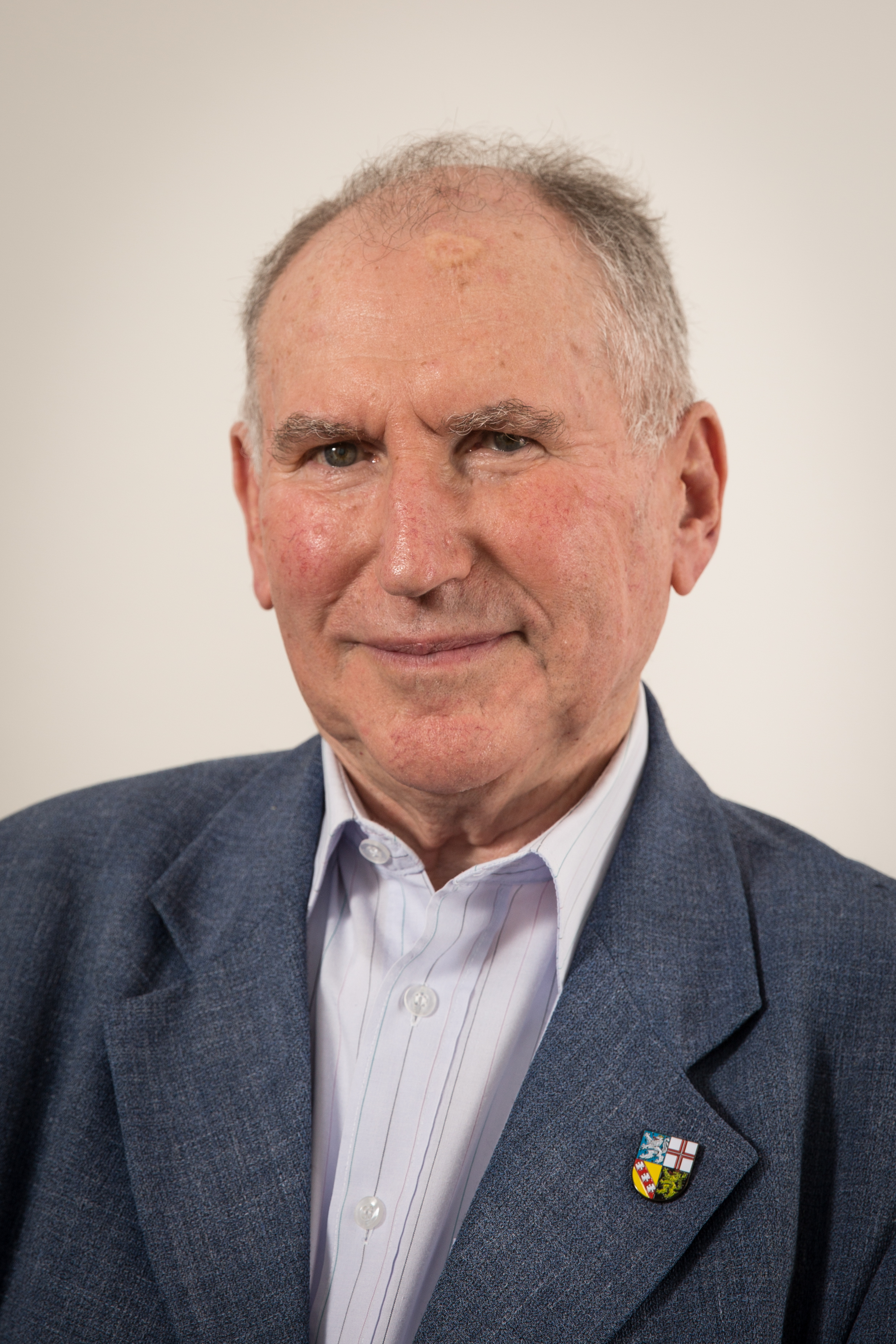
Josef Dörr (* 1938)

- Dörr, Julius (1850–1930), deutscher Autor
- Dörr, Karl (* 1949), deutscher Politiker (SPD), MdL
- Dorr, Karl Raphael (1905–1964), österreichischer Priester, Dompfarrer im Stephansdom (Wien)
- Dörr, Karsten (* 1964), Schweizer SchauspielerKarsten Dörr (* 1964)

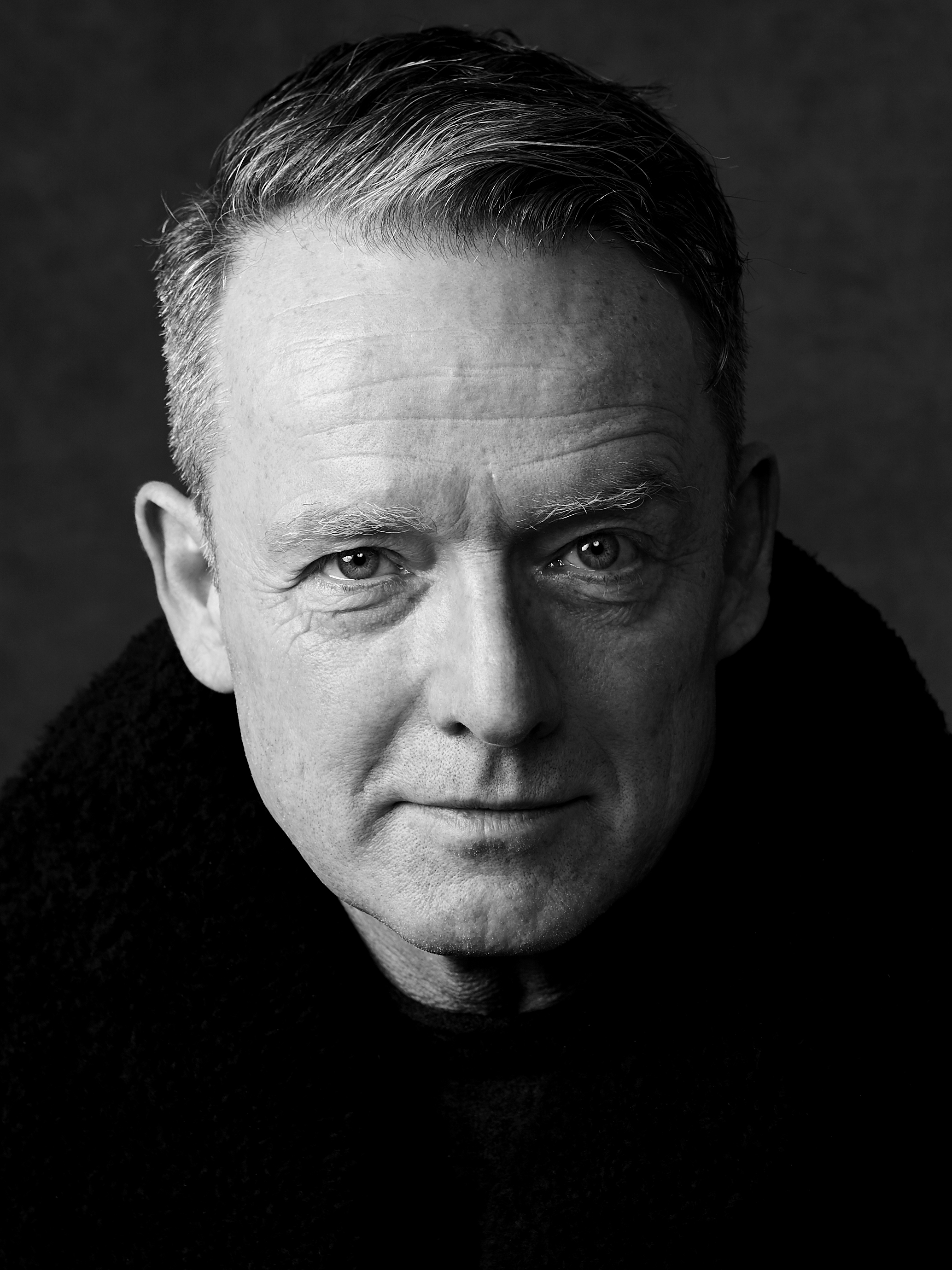
Karsten Dörr (* 1964)

- Dörr, Klaus (* 1961), deutscher Theaterfunktionär
- Dörr, Lambert (1936–2017), deutscher Ordensgeistlicher, Benediktinerabt von Peramiho in Tansania
- Dorr, Laurence J. (* 1953), US-amerikanischer Botaniker und Pflanzensammler
- Dörr, Margarete (1928–2014), deutsche Geschichtsdidaktikerin und freie Historikerin
- Dörr, Marianne (* 1960), deutsche Bibliothekarin
- Dörr, Max (1886–1929), deutscher Politiker (KPD), Abgeordneter des Preußischen Landtags
- Dörr, Nikolas (* 1979), deutscher Historiker und Politologe
- Dorr, Noel (* 1933), irischer Diplomat
- Dörr, Oliver (* 1964), deutscher Jurist
- Dörr, Otto (1831–1868), deutscher Maler
- Dörr, Rainer (* 1955), deutscher Fußballspieler und -trainer
- Dorr, Rheta Childe (1866–1948), US-amerikanische Journalistin, Autorin und Suffragette
- Dörr, Richard-Eugen (1896–1975), deutscher Chemie-Ingenieur und Unternehmens-Manager
- Dörr, Rudolf (1928–2010), deutscher Verwaltungsbeamter
- Dorr, Sabi (1943–2023), israelischer Schauspieler
- Dörr, Samuel (1824–1911), siebenbürgischer Verwaltungsbeamter und Politiker
- Dorr, Thomas Wilson (1805–1854), amerikanischer Politiker, Anwalt und Anführer einer Aufstands
- Dörr, Volker C. (* 1966), deutscher Germanist und Hochschullehrer
- Dörr, Walter (1925–2013), deutscher Elektroingenieur, Hochschullehrer und Kommunalpolitiker
- Dörr, Walther (1879–1964), oldenburgischer Politiker
- Dorr, Welf, deutscher Jazzmusiker (Altsaxophon)
- Dorr, Werner, deutscher Behindertensportler
- Dörr, Wilhelm (1882–1954), deutscher Ingenieur, Luftschiffkonstrukteur und Politiker (DemP, FDP)
- Dörr, Wilhelm (1921–1945), deutscher SS-RottenführerWilhelm Dörr (1921–1945)

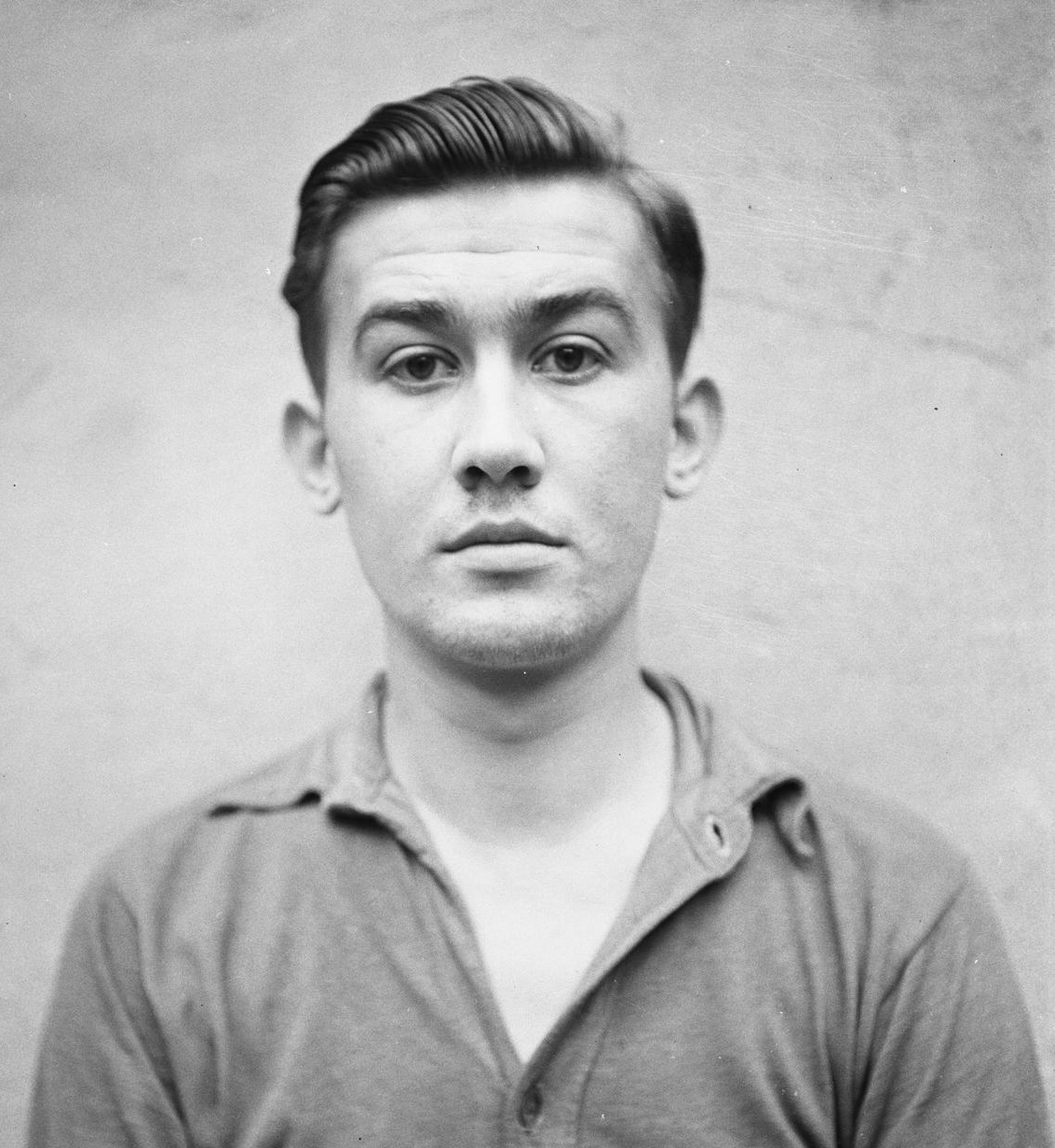
Wilhelm Dörr (1921–1945)

- Dörr, Willy (1881–1955), deutscher Leichtathlet, Tauzieher und Sportpädagoge
- Dörr, Wolfgang (1959–2019), deutscher Veterinärmediziner, Strahlenbiologe und Hochschullehrer
- Dörr-Voß, Claudia (* 1959), deutsche Verwaltungsjuristin, Staatssekretärin

### Dorra
- Dorra, Dirk (* 1965), deutscher Basketballspieler
- Dorra, Stefan (* 1958), deutscher Spieleautor
- Dorrans, Graham (* 1987), schottischer Fußballspieler
- Dörrast, Johannes, deutscher Anführer der Jugendbewegung und ein Aktivist für Schwulenrechte

### Dorrb
- Dörrbecker, Horst (* 1941), deutscher Tischtennisspieler

### Dorre
- Dörre, Hans (* 1946), deutscher Fußballspieler
- Dörre, Karin (* 1964), deutsche Malerin, Kunst- und Kulturpreisträgerin
- Dörre, Klaus (* 1957), deutscher SoziologeKlaus Dörre (* 1957)

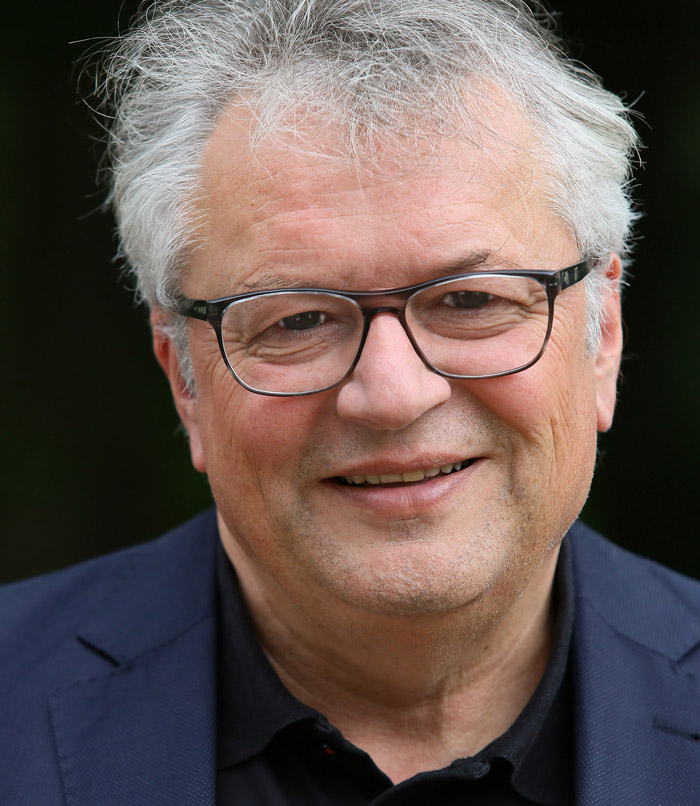
Klaus Dörre (* 1957)

- Dörre, Rudolf (* 1881), sudetendeutscher Lehrer und Heimatforscher
- Dörre-Heinig, Katrin (* 1961), deutsche Langstreckenläuferin und Olympiamedaillengewinnerin
- Dorregaray, Antonio († 1882), spanisch-karlistischer General
- Dorrego, Francisco Aldegunde (1896–1983), spanischer Ordensgeistlicher und römisch-katholischer Erzbischof von Tanger
- Dorrego, Hugo (* 1993), uruguayischer Fußballspieler
- Dorrego, Silvio (* 1987), uruguayischer Fußballspieler
- Dorrell, Stephen (* 1952), britischer Politiker, Mitglied des House of Commons
- Dorrenbach, Franz (1870–1943), deutscher Bildhauer
- Dorrenbach, Heinrich (1888–1919), deutscher Offizier und sozialistischer Revolutionär
- Dörrenbächer, Christoph (* 1961), deutscher Politikwissenschaftler und Hochschullehrer
- Dörrenbächer, Heike (* 1966), deutsche Politikwissenschaftlerin
- Dörrenbächer, Rudi (1933–2013), deutscher Fußballspieler
- Dörrenbächer, Werner (* 1954), deutscher Langstreckenläufer
- Dörrenberg, Eduard H. (1909–1988), deutscher Sportfunktionär und Präsident des Deutschen Tennis Bunds
- Dörrenberg, Otto (1888–1961), deutscher Politiker (NSDAP), MdR
- Dorrepaal, Eva (* 1970), niederländische Schauspielerin
- Dörrer, Anton (1886–1968), österreichischer Volkskundler und Historiker, Bibliothekar und Archivar
- Dörrer, Daniel (* 1984), deutscher Kickbox-Weltmeister
- Dorrer, Eugen von (1857–1916), württembergischer Generalleutnant
- Dörrer, Ingrid (1937–2024), deutsche Geographin und Hochschullehrerin
- Dorrer, Wolfgang von (1905–1990), deutscher Ingenieur und Ministerialbeamter
- Dorrestein, Renate (1954–2018), niederländische Autorin, Journalistin und Feministin

### Dorrh
- Dörrhöfer-Tucholski, Heide (* 1944), deutsche Journalistin und Verwaltungsbeamtin

### Dorri
- Dorri-Nadschafabadi, Ghorbanali (* 1945), iranischer Geheimdienstminister
- Dorrian, Lee (* 1968), englischer Sänger
- Dorrian, Leeona (* 1957), schottische Lord Justice Clerk
- Dörrie, Doris (* 1955), deutsche Filmregisseurin, Drehbuchautorin und SchriftstellerinDoris Dörrie (* 1955)

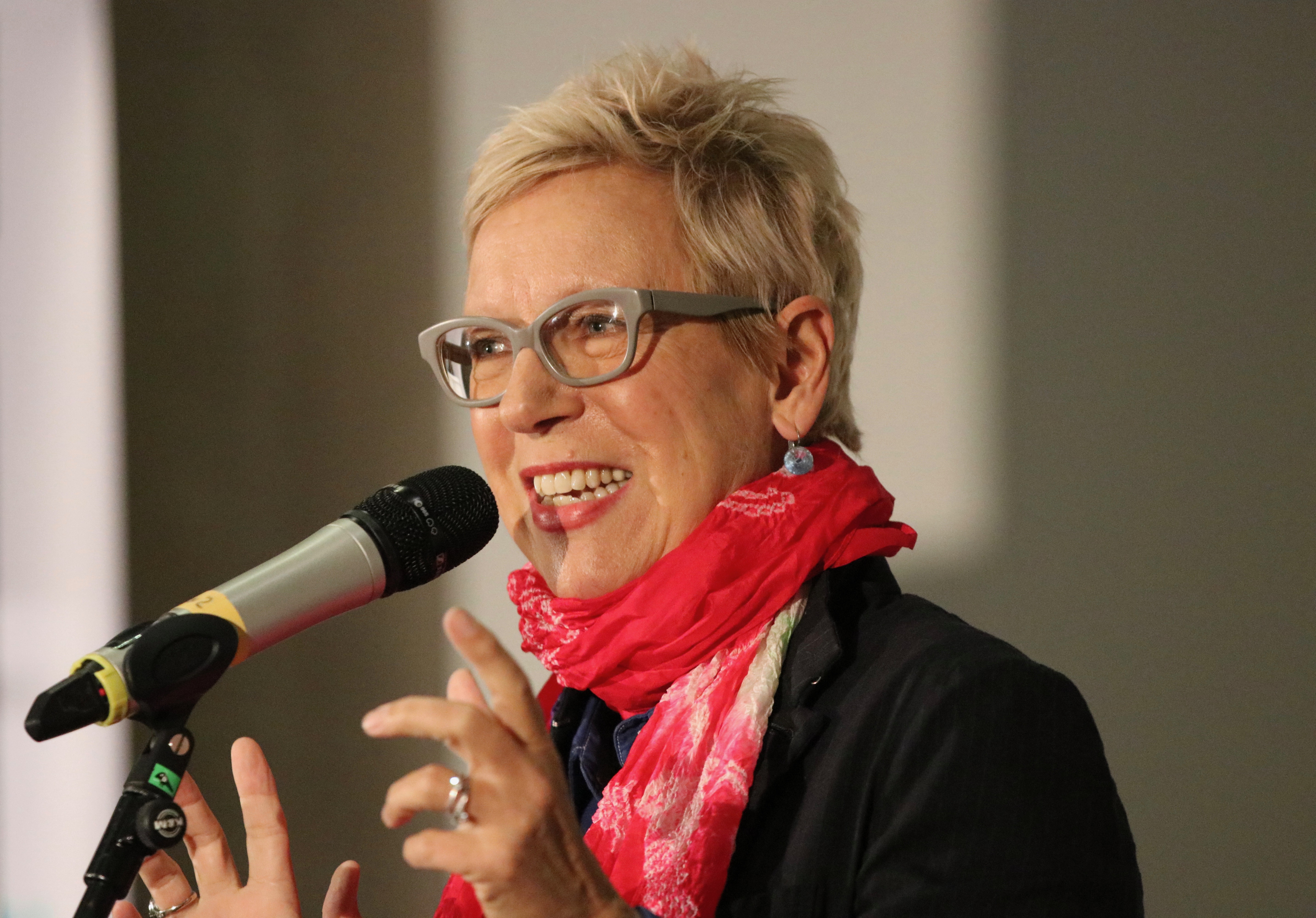
Doris Dörrie (* 1955)

- Dörrie, Heinrich (1873–1955), deutscher Mathematiklehrer
- Dörrie, Heinrich (1911–1983), deutscher Klassischer Philologe
- Dörrie, Karl-Heinz (1937–2025), deutscher Politiker (SPD), MdL
- Dörrie, Lena (* 1982), deutsche Schauspielerin und Hörspielsprecherin
- Dörrie, Martin (1952–2006), deutscher Klavierlehrer
- Dörrie, Paul (1904–1965), deutscher Dirigent
- Dörrien, Catharina Helena (1717–1795), deutsche Botanikerin
- Dörrien, Melchior (1721–1746), deutscher Pädagoge und Hofrat
- Dorrien, Otto von (1889–1945), deutscher evangelischer Pastor, Mitglied der Bekennenden Kirche
- Dörrier, Rudolf (1899–2002), deutscher Chronist und Publizist
- Dörries, Amon (* 2006), deutscher Basketballspieler
- Dörries, Bernhard (1856–1934), deutscher evangelischer Theologe, Pastor und Sachbuchautor
- Dörries, Bernhard (1898–1978), deutscher Maler
- Dörries, Cornelia (1969–2025), deutsche Journalistin
- Dörries, Friedrich (1852–1953), deutscher Forschungsreisender und Tierpfleger
- Dörries, Hans (1897–1945), deutscher Geograph und Hochschullehrer
- Dörries, Hermann (1895–1977), deutscher Kirchenhistoriker und Patrologe in Göttingen
- Dörries, Jana (* 1975), deutsche Schwimmerin
- Dörries, Maike (* 1966), deutsche literarische Übersetzerin
- Dorries, Nadine (* 1957), britische Politikerin (Conservative Party)
- Dorril, Stephen (* 1955), britischer Publizist und Hochschullehrer
- Dorrington, Alfie (* 2005), englischer Fußballspieler
- Dorris, Anita (1903–1993), deutsche Schauspielerin
- Dorris, Mark (* 1985), US-amerikanischer Basketballspieler
- Dorris, Michael (1945–1997), US-amerikanischer Autor und Anthropologe

### Dorrm
- Dorrmann, Michael (* 1968), deutscher Historiker und Ausstellungskurator

### Dorro
- Dorrough (* 1986), US-amerikanischer Rapper

### Dorrz
- Dörrzapf, Rainer (* 1950), deutscher Gewichtheber